# Regioni storiche della penisola balcanica
Questa è una lista delle maggiori regioni storiche della penisola balcanica. Queste regioni nei diversi periodi - da quelli più antichi ai moderni - possono spesso sovrapporsi. I confini nazionali sono stati tracciati attraverso quelle regioni diverse volte nel corso dei secoli in modo che di solito essi non possono essere assegnati a una specifica nazione. La lista sottostante indica che gli stati attuali controllano il tutto o una parte di ognuno delle regioni elencate.
Legenda: 

A-Albania, Bg-Bulgaria, BE-Bosnia ed Erzegovina, C-Croazia, RM-Repubblica di Macedonia, G-Grecia, U-Ungheria,

MN-Montenegro, R-Romania, S-Serbia, Sl-Slovenia,  T-Turchia.
- Acaia (G);
- Etolia (G);
- Attica (G);
- Bačka (S, U);
- Banato (R, S, U);
- Baranya (U, C);
- Beozia (G);
- Bosnia (BE);
- Carniola (Sl);
- Croazia Centrale (C);
  - Croazia Civile (C);
  - Krajina croata (C);
  - Litorale croato (C);
- Calcidica (G);
- Creta (G);
- Dacia (R, S, U);
- Dalmazia (C, MN, S);
- Dardania (S, RM, A);
- Dobrugia (R, Bg);
  - Dobrugia Settentrionale (R);
  - Dobrugia Meridionale (Bg);
- Epiro (G, A);
  - Chameria (G, A);
- Erzegovina (BE, C, MN, S);
- Illiria (A, BE, C, MN, RM, S);
- Istria (C, Sl);
- Cossovo (S);
  - Metochia (S);
- Macedonia (G, Bg, RM, S);
- Frontiera militare ("Krajina" militare ) (C, S, R);
  - Banat Krajina (S, R);
  - Krajina Croata (C);
  - Krajina Slava (C, S);
- Mesia (Bg, S);
- Montenegro (MN);
  - Montenegro antico (MN);
  - Gli altopiani (MN);
  - Litorale montenegrino (MN);
- Bocche di Cattaro (MN, C);
- Pannonia (C, H, S);
- Pelagonia (RM, G);
- Peloponneso o Morea (G);
- Ragusa (C);
- Rumelia (Bg, T, G, RM, S);
  - Rumelia orientale (Bg);
- Sangiaccato (S, MN);
- Serbia (S, BE, C, MN, RM);
  - Serbia antica (S, RM, MN)
- Semberija (BE);
- Slavonia (C, S);
- Šopluk (Bg, S, RM)
- Sirmia (S, C);
  - Podlužje (S);
  - Šokadija (C);
  - Spačva (C);
- Šumadija (S);
- Tessaglia (G);
- Tracia (T, G, Bg);
- Voivodina (S, C);
- Vallacchia (R);
  - Muntenia (Wallachia Maggiore) (R);
  - Oltenia (Wallachia Minore) (R).

## Altre regioni attuali e storiche nelle nazioni balcaniche
- Distretti dell'Albania;
- Bulgaria;
- Suddivisioni della Bosnia ed Erzegovina;
- Periferie della Grecia;
- Counte della Romania;
- Divisioni politiche della Serbia;
- Regioni geografiche nella Serbia.
- Austria-Ungheria;
- Iugoslavia.